# ヒラテテナガエビ
ヒラテテナガエビ（ヤマトテナガエビ、Macrobrachium　japonicum）は、テナガエビ科テナガエビ属に分類される大型のエビ。東アジアの熱帯・温帯の川の流れのある場所に生息する。

## 分布
日本国内では、千葉県以南の太平洋側、福井県以南の日本海側、南西諸島、小笠原諸島。
国外では、韓国、台湾から記録がある。東アジア固有種。

## 形態
頭胸甲長34 mm、体長92 mm程度。
額角という、甲羅から突き出した角のような構造があり、縁はギザギザしている。上縁には9～13本の歯があり、うち4～5本は頭胸甲上に存在する。下縁には2～4本の歯がある。この額角の長さは第1触角柄部第3節の先端まで達する。雄の第2胸脚は他の胸脚より圧倒的に長く太くなっており、左右で形がほぼ同じで、大きさが異なる。脚の手のひらの部分である掌部は太く扁平し、断面は楕円形。
脚のすべての節が鱗状突起で密に覆われる。掌部は指節の約2倍で腕節の約1.5倍。ハサミは腕節の2倍以上。腕節は長節よりわずかに長い。胸脚の関節は橙色。
体色は暗褐色で、頭胸甲には網目模様があり、腹の腹節には暗色横帯があり、第3腹節は特に濃い。

## 生態
河川の下流から上流の、流れの速い所を好み、比較的浅い所にある石の下に隠れている。テナガエビ（M. nipponense）やミナミテナガエビ（M. formosense）などと生息地が重なるが、本種はより流速の速い場所や、より上流に棲むことで棲み分ける。抱卵期は3～10月で、直径0.63～0.71㎜の卵を、1000～10000個産む。両側回遊型。